# Александрија Окасио Кортез
Александрија Окасио Кортез (13. октобар 1989) америчка је политичарка и активисткиња. Чланица је Демократске странке и Представничког дома Конгреса САД у којем представља 14. дистрикт Њујорка, од 3. јануара 2019. године. Дистрикт обухвата источни део Бронкса и делове северно-централног Квинса у Њујорку.
Пре освајања посланичког места у Представничком дому САД, победила је на унутарстраначким изборима Демократа. Најмлађа је жена која је икада служила у Конгресу САД.
Окасио Кортез се декларише као демократска социјалисткиња и има подршку прогресивних организација и особа.

## Младост и образовање
Окасио Кортез је рођена 13. октобра 1989. године у Бронксу, Њујорк, САД. Њен покојни отац Серхио Окасио, по занимању архитекта, такође је из Бронкса, а њена мајка Бланка Окасио Кортез је из Порторика. До своје пете године, живела је с породицом у југоисточном делу Бронкса. Затим су се преселили у Јорктаун Хајтс, у предграђе округа Вестчестер, где је живела док није одлучила да жели студирати у Бостону.
Док је похађала средњу школу у Јорктаун Хајтсу од 2003. до 2007. године освојила је друго место на Међународном сајму науке и инжењерства истраживачким пројектом у подручју микробиологије. За награду, Линколнова лабораторија на Масачусетском институту за технологију (МИТ) назвала је мали астероид по њој: „23238 Окасио-Кортез”.
Уписала је и 2011. године дипломирала економију и међународне односе на Универзитету у Бостону са одличним оценама, а један од професора похвалио ју је због „одличних аналитичких способности”. За време факултета стажирала је као асистенткиња за покојног сенатора Теда Кенедија, брата чувеног председника Џона Кенедија. Али, након факултета преусмерила се с устаљене руте за младе политичке каријеристе на активизам и рад у локалној заједници.
Кад се вратила у Бронкс, посветила се пројектима за побољшање дечије писмености и образовања. А осим у Сандерсовој кампањи, своје је политичке идеале оштрила у протестима америчких Индијанаца и еколошких активиста против нафтовода, који се гради преко њихове земље. Уз то је годинама држала летње курсеве за лидерство у заједници при Националном хиспанском институту. На унутарстраначку кандидатуру за Представнички дом САД 2018. године ју је наговорила политичка иницијатива произишла из Сандерсове кампање, а све до тада радила је као конобарица у мексичком ресторану на Менхетну.

## Избори 2018.
На унутарстраначким изборима Демократа за представника 14. дистрикта Њујорка у Конгресу САД одржаним 26. јуна 2018. године победила је Џозефа Краулија, дугогодишњег представника Њујорчана у Конгресу, чиме је, према описима медија, остварила велико изненађење. Додатну уверљивост унутарстраначкој победи Кортезове доприноси то што изричито одбија да користи било какав новац из корпоративног сектора за своју кампању. Успела је да прикупи око 300.000 долара од појединачних донација (просечна донација била је 18 долара). Краули је, са друге стране, имао десет пута више средстава, а окарактерисан је као човек који није у додиру са својим гласачима.
Након унутарстраначких избора, победила је и републиканског противника Ентонија Папаса на општим изборима за Представнички дом САД 6. новембра 2018. године, и са 29 година је постала најмлађа жена која је икада служила у Конгресу Сједињених Америчких Држава.

## Политички програм
Окасио Кортез у реалполитици промовише изражени социјалдемократски програм по узору на скандинавски модел, који подразумева универзално јавно доступно здравство и образовање, прогресивно опорезивање које укључује граничну пореску стопу од 70 % за приходе изнад 10 милиона долара, подизање минималне плате на 15 долара по сату како би сви имали „плату довољну за живот”, енергетску политику која се ослања на 100 % обновљиве изворе енергије и „Зелени нови договор” као одговор на потенцијално катастрофалне климатске промене.
Неке ставке програма Окасио Кортез су и укидање савезне имиграционе службе која је задужена за контроверзне депортације имиграната, заустављање правитизације затвора, доношење закона о контроли оружја, поштовање људских и мањинских права укључујући права ЛГБТ заједнице, становање као људско право, те савезна гаранција запослења — предлог који се чини као комбинација универзалног јавног прихода, јавних радова и повишене минималне плате.

## Изјаве
„На нас, миленијанце, гледају као на неке сироте клинце који немају појма о животу, а ми смо у касним двадесетим, ми смо у тридесетим, и ми ћемо морати да се носимо са климатским променама, аутоматизацијом, са променама у економији… Заслужујемо да имамо место за столом”; „Верујем да у модерном, моралном и добростојећем друштву ниједна особа у Америци не би смела да буде толико сиромашна да не може да живи. Важна ми је здравствена заштита као људско право, важно ми је да свако дете, без обзира на то где је рођено, има приступ колеџу или средњој стручној школи, ако одабере тај пут. Мислим да ниједна особа не треба да буде без крова над главом ако имамо јавне структуре и политике којима се омогућава да људи имају дом и храну и да воде достојанствен живот у Сједињеним Америчким Државама”; „Ја се не кандидујем из левог миљеа, ја се кандидујем са дна. Кандидујем се да снажно заступам америчку радничку класу. То је моја звезда водиља. Одувек је била. Заувек ће бити.”, неке су од изјава којима је током кампање за изборе унутар Демократске странке у 14. дистрикту у Њујорку наступила млада политичарка Александрија Окасио-Кортез.